# The Day the Country Died
Albums de Subhumans
Wessex '82 (EP)
(1982) Evolution (EP)
(1983)
The Day the Country Died (en français : Le Jour où le pays est mort) est le premier album studio du groupe anarcho-punk anglais Subhumans. L'album a été enregistré en cinq jours en juin 1982 (du 22 au 26 juin aux Pickwick Studios, à Corsham) et a été publié en janvier 1983 par Spiderleg Records. Il a ensuite été réédité sur Bluurg, le label du groupe,.

## Contexte

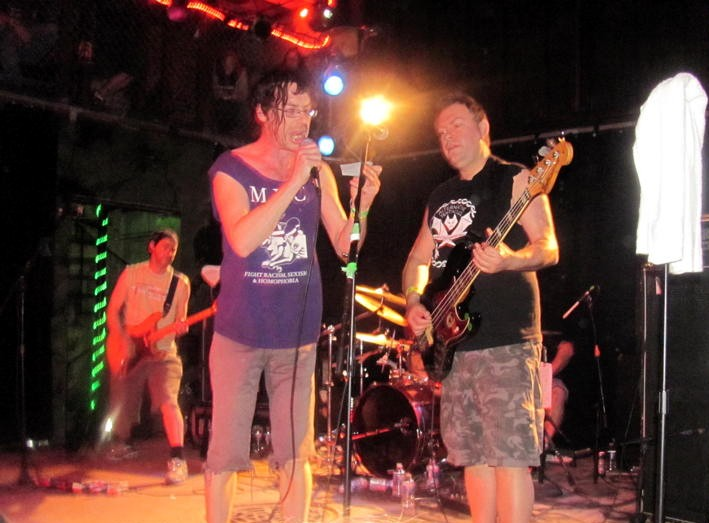
Subhumans en concert

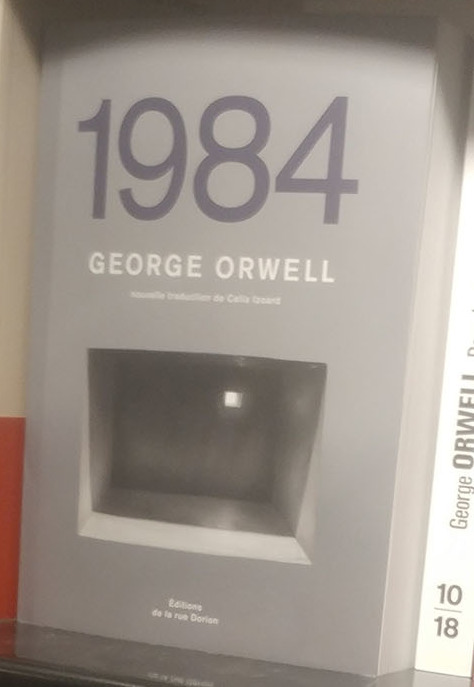

L'album est influencé par le roman 1984 de George Orwell. Le signe le plus évident d’une telle influence est la chanson Big Brother : Big Brother est la personnalité politique dictatoriale du roman d'Orwell. La chanson tourne autour de la façon dont « Big Brother vous regarde » et quand Dick Lucas chante « il y a une télévision dans ma première pièce et ça me bousille la tête », c'est une comparaison entre l'écran du télécran du roman qui surveillait constamment et excessivement les citoyens et la place des mass médias. Depuis, le développement de la vidéosurveillance a rendu visionnaire cette thématique. Comme le roman, l'album a des connotations dystopiques.
Il décrit également un monde ravagé par la guerre, très probablement notre monde, ce que suggèrent des titres tels que Dying World et All Gone Dead. Ce dernier contient des paroles telles que « Au revoir le monde, c'est ce qu'ils ont dit, nous sommes en 1984 et tout est mort », ce qui peut être considéré comme une autre référence à 1984.
The Day the Country Died est largement considéré comme un grand classique des albums punk rock. Musicalement à la fois agressif et assez mélodieux, il est écrit dans un contexte de guerre froide oppressant, et révélateur des années Thatcher, et contient des textes politiques et sociologiques très marquants,,,.

## Liste des chansons
Toutes les chansons sont écrites et composées par Subhumans, sauf mention contraire..
| 1.    | All Gone Dead            | Bruce Treasure | 1:56 |
| 2.    | Ashtray Dirt             | Bruce Treasure | 1:22 |
| 3.    | Killing                  | Bruce Treasure | 1:49 |
| 4.    | Minority                 |                | 1:17 |
| 5.    | Mickey Mouse is Dead     |                | 2:45 |
| 6.    | Nothing I Can Do         |                | 2:30 |
| 7.    | Dying World              |                | 2:57 |
| 8.    | Subvert City             |                | 4:14 |
| 9.    | Big Brother              |                | 1:55 |
| 10.   | New Age                  | Bruce Treasure | 1:49 |
| 11.   | I Don't Wanna Die        |                | 1:30 |
| 12.   | No                       |                | 1:49 |
| 13.   | Zyklon-B-Movie           |                | 2:12 |
| 14.   | 'Til the Pigs Come Round |                | 2:01 |
| 15.   | No More Gigs             |                | 2:52 |
| 16.   | Black and White          |                | 3:36 |
| 34:56 |                          |                |      |

## Membres du groupe
- Dick Lucas : chant, piano (depuis 1980)
- Bruce Treasure : guitare, chœurs
- Grant Jackson : basse
- Trotsky : batterie

## Influence
Le titre de cet album a inspiré l'ouvrage de Ian Glasper : The Day the Country Died: A History of Anarcho Punk 1980 to 1984  (ISBN 978-1901447705) ; 375 pages ; édité en anglais chez Cherry Red Books en 2007). Ce livre retrace l'histoire de la scène anarcho punk, et de ses groupes emblématiques : Crass, Zoundz, Flux of Pink Indians, Conflict, Subhumans, Dirt, The Mob, Omega Tribe, Icons of Filth heralded, Oi Polloi, Toxic Waste, Antisect,...

### Crédits
- (en) Cet article est partiellement ou en totalité issu de l’article de Wikipédia en anglais intitulé « The Day the Country Died » (voir la liste des auteurs).